# Radio Uno (Argentina)
Radio Uno (La Uno) fue una estación de radio argentina que transmitía desde la Ciudad Autónoma de Buenos Aires. Actualmente opera en la misma frecuencia DSports Radio (DirecTV Sports Radio), luego del acuerdo entre DirecTV y Alpha Media.
Es considerada -junto a Rock & Pop, La 100, Aspen 102.3, Metro 95.1, Nacional Folklórica, FM Milenium y La 2x4- una emisora clave en la historia de la radio argentina.
En junio de 2022 fue reemplazada por DirecTV Sports Radio conocida como "DSports Radio", la cual nace del acuerdo entre DirecTV y Alpha Media (propietario de La Uno). La radio actualmente se centra únicamente en los deportes, siendo la única radio FM en tener cobertura oficial otorgada por la FIFA del Mundial de Catar 2022.

## Historia
Comenzó a transmitir desde Arenales 2467, bajo la licencia que pertenecía a FM Viva (antes FM Inolvidable y FM Rivadavia), propiedad de Radio Emisora Cultural S.A.
Posteriormente tuvo otra sede (Olleros 3551).
Durante distintas etapas funcionó como Alfa FM (2001-2003), Radio Spika (2005-2008) y Vorterix (2012-2015).
Ya en 2007 se estableció en el edificio que hoy ocupa: regresó a Arenales 2467. Y en 2019 fue adquirida por sus actuales propietarios, mediante la compra de la antes mencionada sociedad licenciataria.
En junio de 2022 fue reemplazada por DirecTV Sports Radio, conocida como "DSports Radio", la cual nace del acuerdo entre DirecTV y Alpha Media (propietario de La Uno).
La radio actualmente se centra únicamente en los deportes, siendo la única radio FM en tener cobertura oficial otorgada por la FIFA del Mundial de Catar 2022.